# Turbina Wells

La turbina Wells es una turbina de baja presión que rota continuamente en un solo sentido independientemente de la dirección del viento. Se caracteriza por tener perfiles aerodinámicos simétricos con su plano de simetría en su plano de rotación y perpendicular al plano del flujo de viento.
Fue desarrolladas para usarse en una columna de agua oscilante para plantas undimotrices, en las que una superficie de agua que se eleva y desciende mueve el aire provocando viento. El uso de esta turbina bidireccional evita el uso de válvulas unidireccionales para rectificar el flujo de aire reduciendo así el costo del sistema.
La eficiencia es menor a la de una turbina de flujo constante y perfil asimétrico. Una razón para la menor eficiencia es que los perfiles simétricos tienen un mayor coeficiente de arrastre que los asimétricos, inclusive bajo óptimas condiciones. Además, en la turbina Wells, el perfil funciona con alto ángulo de ataque, lo que ocurre durante la velocidad máxima del flujo oscilante. Un ángulo de ataque elevado causa una condición conocida como entrada en pérdida en la que el perfil aerodinámico pierde sustentación.
Este simple pero ingenioso dispositivo fue creado por el Profesor Alan Arthur Wells de la Universidad de la Reina de Belfast a finales de la década de los 70.